# Uli Emanuele
Uli Emanuele (* 23. Oktober 1985 in Südtirol; † 17. August 2016 im Lauterbrunnental) war ein professioneller italienischer Basejumper.

## Leben
Emanuele wurde in Italien geboren und lernte dort den Beruf des Druckers, zog aber später in die Schweiz und arbeitete auf einem Berggasthof als Tellerwäscher, da er von dort aus am Ende des Tages nach Hause in das Tal zurückfliegen konnte. Mit 21 begann er das Basejumpen, seit April 2015 betrieb er den Sport unter dem Sponsor GoPro hauptberuflich.
Im Juli 2015 erlangte Emanuele Bekanntheit durch einen Sprung durch ein 2 Meter schmales Loch in einem Felsen im Lauterbrunnental nahe dem Rottalgletscher, den er mit einer Helmkamera aufnahm und online stellte. Das Video erhielt innerhalb kürzester Zeit über sieben Millionen Klicks auf YouTube und Emanuele hatte mehrere Auftritte, u. a. bei Markus Lanz.
Emanuele starb am 17. August 2016 im Alter von 30 Jahren bei einem Basejump im Lauterbrunnental in den Schweizer Alpen. In dem Tal waren vor ihm bereits mehr als 40 andere Extremsportler verunglückt. In seiner Karriere absolvierte er mehr als 2000 Basejumps.